# Sarcophaga humboldti
Sarcophaga humboldti är en tvåvingeart som först beskrevs av Robineau-desvoidy 1830.  Sarcophaga humboldti ingår i släktet Sarcophaga och familjen köttflugor.
Artens utbredningsområde är Peru. Inga underarter finns listade i Catalogue of Life.